# Cercle Condorcet
Créés en 1987 à l'initiative de la Ligue française de l'enseignement et de l'Éducation permanente, notamment sous l'impulsion de Claude Julien, en référence au marquis de Condorcet, les Cercles Condorcet sont des associations de citoyens, implantées sur l'ensemble du territoire français et dans un certain nombre de pays étrangers.

## Présentation
Divers par leurs origines, leurs compétences, leurs expériences professionnelles, les adhérents des Cercles se rassemblent au service d'une volonté : « être des citoyens ».
Le projet des Cercles Condorcet est de :
- promouvoir l'esprit critique ;
- combattre la désinformation ;
- affirmer des positions basées sur l'exercice de la raison critique et sur les valeurs de la République ;
- donner aux citoyens l'occasion de se réunir pour affiner leur réflexion et jouer pleinement leur rôle dans le débat public, pour une démocratie enrichie et renouvelée.

Citation de Condorcet : « Même sous la constitution la plus libre, un peuple ignorant est esclave » … « Nous ne désirons pas que les hommes pensent comme nous mais qu'ils apprennent à penser d'après eux-mêmes »…
Le Cercle Condorcet de Paris est créé en 1987. Il existe une vingtaine de Cercle Condorcet en France et à l'étranger.
Le cercle Condorcet est le principal co-organisateur des Entretiens annuels d'Auxerre, depuis une vingtaine d'années.

## Cercle Jean Macé
La Fédération des œuvres laïques de la Moselle avait précédé ces initiatives en fondant en 1979 le Cercle Jean Macé, qui avait le même rôle que les Cercles Condorcet et dont il rejoignit le réseau naissant, mais qui de par son antériorité garda une appellation distincte. Plus que d'autres cercles, il accorde une attention à l'histoire locale. Il édite trimestriellement les Cahiers du Cercle Jean Macé, disponibles au 3 bis rue Gambetta à Metz.
Sur proposition du Cercle, la ville de Metz a dénommé une de ses médiathèques (à Metz-Borny) médiathèque Jean Macé (cérémonie officielle le 26/05/2009). À cette occasion le Cercle a publié un numéro spécial des Cahiers sur Jean Macé, le 1er Cercle de la Ligue de l'enseignement à Metz en 1967, la renaissance d'un Cercle en 1979…)
Présidents :
- Émile Reiland (1979-1994)
- Roland Remer (1994-2000)
- Pierre Huber (2000-2004)
- Michel Seelig (2004-…)